# Gunbarrel Highway
De Gunbarrel Highway is een afgelegen woestijnweg in West-Australië en het Noordelijk Territorium. De weg is 1400 kilometer lang en bestaat voor het grootste gedeelte uit zandwegen. De weg loopt van Wiluna in het westen naar Yulara (via Jackie Junction en Docker River) in het oosten. Het meest oostelijke deel van de weg wordt nu de Tjukaruru Road genoemd, naar de Aboriginalbevolking die in het gebied woont.
Oorspronkelijk liep de Gunbarrel Highway van Carnegie Station in West-Australië naar Victoria Downs net ten noorden van de Noordelijk Territorium/Zuid-Australië grens. Deze route is bijna nooit gebruikt aangezien enkele stukken verlaten zijn of verboden voor toeristen. De route zoals deze nu bekend is loopt zoals hierboven beschreven is en bevat de Great Central Road
De Gunbarrel Highway was de eerste weg die aangelegd werd voor de rol van Australië in het militaire onderzoekscentrum Woomera. Het gebied waar de atoombom werd getest werd later Maralinga genoemd. De highway werd aangelegd onder leiding van de legendarische bushman Len Beadell, die ook verantwoordelijk was voor de aanleg van talrijke andere wegen naar afgelegen gebieden in de jaren '40 en '50.
De reis over de weg is lang en vereist een goede voorbereiding. De langste afstand tussen tankstations is 489 kilometer dus is het noodzakelijk om geheel zelfvoorzienend te zijn.